# Deutsch & Solberg
Deutsch & Solberg er et dansk tryllekunstnerpar bestående af illusionisten, Michael Deutsch og close-up magikeren, Joachim Solberg.
Begge tryllekunstnere har lange solokarrierer bag sig, men valgte i forbindelse med tv-programmet Talent 2010 at gå sammen for at lære af og udfordre hinanden. Efter sigende har der[kilde mangler], trods et mangeårigt venskab, altid eksisteret en vis rivalisering imellem dem, og Michael Deutsch og Joachim Solberg anses også for at være iblandt de førende inden for deres respektive tryllegenrer.[kilde mangler]
I december, 2010 lancerer Deutsch & Solberg det stort anlagte trylleshow Crash på Bremen Teater i København.

## Eksterne links
- http://deutsch-solberg.com Arkiveret 18. april 2011 hos  Wayback Machine
- http://www.michaeldeutsch.dk Arkiveret 22. oktober 2020 hos  Wayback Machine
- http://www.solberg.dk Arkiveret 27. oktober 2020 hos  Wayback Machine